# أندريه كالديرا
أندريه كالديرا هو لاعب كرة قدم برازيلي في مركز الوسط، ولد في 16 مايو 1980 في البرازيل. لعب مع أيل ليماسول وبيتار القدس ومكابي بتاح تكفا ونادي غوياس ونادي هبوعيل بئر السبع.